# Dracontide
Dracontide del demo di Afidna (in greco antico: Δρακοντίδης?, Drakontídes; V secolo a.C. – dopo il 404 a.C.) è stato un politico ateniese.

## Biografia
Dracontide fu uno dei Trenta Tiranni ed è menzionato da Lisia come colui che fece emanare il decreto col quale furono messi al potere i Trenta, detto appunto "decreto di Dracontide"; questa notizia è confermata da Aristotele nella Costituzione degli Ateniesi.
Aristofane, ne Le vespe, probabilmente parla di lui quando riferisce di un Dracontide condannato più volte dalle corti di giustizia ateniesi.
Anche se non si conosce esattamente la sua fine, è probabile che, ritiratosi coi colleghi ad Eleusi dopo la sconfitta di Munichia (403 a.C.), sia stato ucciso assieme agli altri oligarchi nell'agguato col quale gli Ateniesi democratici riassorbirono la repubblica oligarchica di Eleusi nel 401 a.C.